# Mina Loy
Mina Loy, född Mina Gertrude Löwy 27 december 1882 i Hampstead, död 25 september 1966 i Aspen, var en brittisk författare, konstnär och formgivare.
Hennes prosa var med i båda numren av den dadaistiska tidskriften The Blind Man, som skapades av Henri-Pierre Roché, Marcel Duchamp och Beatrice Wood.